# Symphyogyna tenuinervis
Symphyogyna tenuinervis là một loài rêu trong họ Pallaviciniaceae. Loài này được (Hook. f. & Taylor) Grolle mô tả khoa học đầu tiên năm 1986.